# Schéma conceptuel
Un schéma conceptuel, ou carte conceptuelle, est une représentation structurée d'un ensemble de concepts reliés sémantiquement. Les concepts sont liés par des lignes fléchées auxquelles sont accolés un mot ou deux  décrivant leur relation : « mène à », « prévient que », « favorise », etc. 
Le schéma conceptuel permet de représenter une situation ; de donner la structure synthétique d'une connaissance construite à partir de sources diverses.
Les cartes conceptuelles sont avant tout utilisées dans le domaine de la connaissance, et le domaine de l'informatique pour la modélisation des processus.

## Généralités

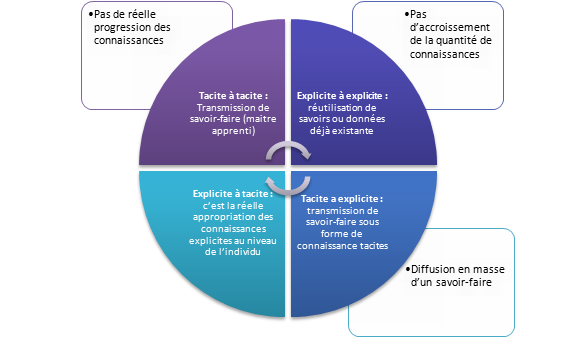
Flux de connaissances.

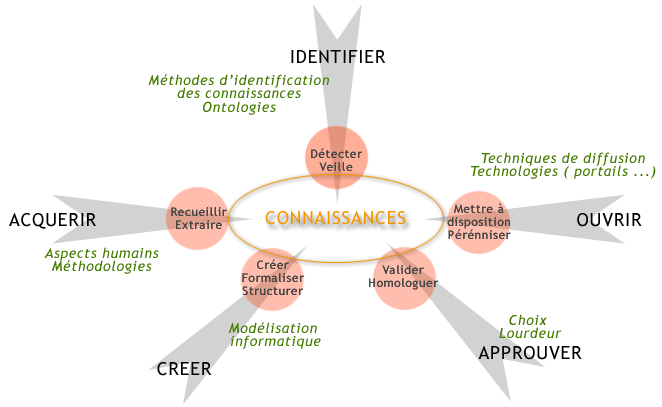
Connaissances p4lm.

## Informatique

### Modèles
Modèle hiérarchique : l'information est organisée de manière arborescente (selon une hiérarchie), accessible uniquement à partir de la racine de cette arborescence. Le défaut principal de cette représentation provient du fait que le point d'accès à l'information est bien unique (c'est la racine de l'arbre hiérarchique), d'où des problèmes dans la recherche d'informations de la base de données hiérarchique.
Modèle Réseaux sémantiques : ce modèle décrit le fonctionnement d'une base de données réseau. Ce type de base de données fonctionne sur le principe du regroupement des différents éléments de la base de données par leur sens. Mais, ce modèle est trop complexe pour être réellement efficace. Toutes les informations peuvent être associées les unes aux autres et servir de point d'accès.
Le modèle entité-Association (encore appelé modèle Entité / Relation) est un type de schéma conceptuel très utilisé pour les bases de données, notamment les bases de données relationnelles.
Modèle Objet : les données sont décrites comme des classes et représentées sous forme d'objets. Ce schéma est souvent associé au modèle entité / relation.

### Concepts
Il s'agit d'un outil permettant de décrire le fonctionnement de la base de données en précisant :
- Les entités :
  - Ce sont des objets concrets (livre, individu) ou abstraits (compte bancaire) que l'on peut identifier.
  - On peut représenter un ensemble d'entités de la réalité par une entité type (un élève pour l'ensemble des élèves).
  - Ces entités sont caractérisées par leurs attributs (pour l'élève : classe, nom ...). Parmi ces attributs, on définit un identifiant qui va permettre de caractériser de façon unique l'entité dans l'ensemble (pour l'élève, ses nom et prénom peuvent jouer ce rôle).

- Les relations entre les entités :
  - Elles représentent les liens existant entre une ou plusieurs entités.
  - Elles sont caractérisées par un nom, une propriété d'association et éventuellement des attributs.

- Le degré de relation et cardinalité :
  - Le degré de la relation (ou dimension de la relation) est le nombre d'entités qui sont impliquées dans cette relation. La relation peut ne faire intervenir qu'une seule entité, auquel cas elle est dite réflexive. Exemple d'une relation réflexive : la relation 'de mariage'
  - La cardinalité (d'une entité par rapport à une relation) exprime le nombre de participations possibles d'une entité à une relation. Comme c'est un nombre variable, on note la cardinalité minimum (0 ou 1) et maximum pour chaque entité. Par exemple, dans une bibliothèque, un usager peut emprunter 0 ou N livres, mais le livre ne peut être emprunté que par 0 ou 1 usager.

#### Représentation graphique
- Les entités sont représentées dans des rectangles et s'écrivent en lettres majuscules.
- L'identifiant d'une entité (clé primaire) est le premier attribut cité et est souligné. Les autres attributs sont placés à la suite.
- Les relations sont placées dans des ellipses ou des losanges avec leurs attributs respectifs.
- Les cardinalités sont placées à côté de l'entité qu'elles caractérisent.
- Les clés étrangères n'apparaissent pas dans l'entité où elle n'est pas la clé primaire.

#### Conception
Le concepteur peut suivre le canevas suivant :
1. Établir la liste des entités
2. Déterminer les attributs de chaque entité en choisissant un identifiant
3. Établir les relations entre les différentes entités
4. Déterminer les attributs de chaque relation et définir les cardinalités
5. Vérifier la cohérence et la pertinence du schéma obtenu